# رزا ریورا
رزا آملیا ریورا (متولد ۳ ژوئیه ۱۹۸۱) یک شخصیت تلویزیونی و زن تجاری در آمریکا است. ریورا مدیر اجرایی فعلی شرکت‌های جنی ریورا است. ریورا اولین بار با مرگ خواهرش جنی ریورا مورد توجه رسانه‌ها قرار گرفت اما پس از شروع بازی در نمایش‌های رئال اسپانیایی زبان و تصرف در کار خواهرش و بازی خوب و موئثر در این کار، مورد توجه گسترده‌تری قرار گرفت. در اواخر سال ۲۰۱۴، او و خانواده اش شروع به حضور در مجموعه تلویزیونی واقعیت ریکا، فاموسا، لاتینا کردند و در این مجموعه تلویزیونی بازی کردند.

## زندگی و حرفه

### اوایل زندگی
رزا ریورا از پدر و مادرش روزا سااوئدرا و پدرش پدرو ریورا متولد شد که از مرز مکزیک به ایالات متحده عبور کردند و ساکن کشور آمریکا شدند. ریورا خواهر کوچکتر خواننده‌های لاتین، جنی ریورا (درگذشته)، لوپیلو ریورا است و عمه خواننده چیکیس ریورا از خوانندگان مطرح و مشهور کشور آمریکا است.

### حرفه
در سال ۲۰۱۳، او در فصل سوم سریال رئالیتی شو جنی ریورا، من جنی را دوست دارم بازی کرد و به خوبی توانست نقش خود را ایفا کند. ریورا در این سریال حرفه ای بازی کرد و این نظرات ببیندگان این سریال تلویزیونی بوده‌است، زیرا در کنار خانواده در خانه خواهرش زندگی می‌کرد و همنشینی مستقیم با خواهرش زمینه‌ساز رشد و ترقی رسانه ای وی بوده‌است.
در اواخر سال ۲۰۱۴، او و خانواده اش شروع به حضور در مجموعه تلویزیونی واقعیت ریکا، فاموسا، لاتینا کردند.
در فوریه ۲۰۱۶، رزی ریورا اولین کتاب خود را منتشر کرد قطعات من شکسته: اصلاح زخم‌ها از سوءاستفاده جنسی از طریق ایمان، خانواده و عشق که در مورد تجربه تلخ و زندگی او در مورد سوءاستفاده جنسی در سنین جوانی بحث می‌کند و داستان خود را در مورد چگونگی ایمان به اشتراک می‌گذارد؛ و عشق خانواده اش به او کمک کرد تا آن قطعات شکسته را ترمیم و اصلاح کند. قطعات شکسته من اولین کتاب ریورا است که وی را از این آسیب رها کرده و به قدرت او کمک می‌کند در حالی که در این راه به دیگر قربانیان سوءاستفاده جنسی کمک می‌کند. وی سخنگوی و الگوی زنان جوانی است که او را دوست دارند، قربانی سوءاستفاده جنسی شده‌اند و داستان خود را برای تسکین درد و ایجاد قدرت در هر کسی که تحت سوءاستفاده جنسی قرار گرفته‌است، به اشتراک می‌گذارد.

## فیلم‌شناسی
| سال       | عنوان                 | نقش  | یادداشت |
| --------- | --------------------- | ---- | ------- |
| ۲۰۱۲      | من عاشق جنی هستم      | خودش |         |
| ۲۰۱۴/۲۰۱۸ | ریکا، فاموسا و لاتینا | خودش |         |